# Campeonato femenino sub-17 de la CAF de 2022
El Campeonato femenino sub-17 de la CAF de 2022 es el torneo que decide que naciones africanas asistirán a la Copa Mundial Femenina de Fútbol Sub-17 de la FIFA.
Las jugadoras nacidas a partir del 1 de enero de 2005 serán elegibles para competir en el torneo. 
Tres equipos deberán clasificarse de este torneo para la Copa Mundial Femenina de Fútbol Sub-17 de 2022 en India como representantes de la CAF.

## Sistema
Un total de 29 (de 54) equipos nacionales miembros de la CAF ingresaron a las rondas de clasificación. El sorteo se realizó el 10 de mayo de 2021 en la sede de CAF en El Cairo, Egipto. Los procedimientos del sorteo fueron los siguientes:
- En la primera ronda, los 10 equipos se sortearon en cinco series, con equipos divididos en cuatro bombos en función de sus zonas geográficas y los del mismo bombo sorteados para jugar unos contra otros.
- En la segunda ronda, los cinco ganadores de la primera ronda y los 19 equipos que recibieron exención a la segunda ronda se asignaron en doce series según números de emparejamientos de la primera ronda, con cinco ganadores de la primera ronda jugando contra los cinco equipos que recibieron pases libres y los otros cuatro ganadores de la primera ronda jugando uno contra el otro.
- En la tercera ronda, los doce ganadores de la segunda ronda se distribuyeron en seis series según los números de emparejamientos de la segunda ronda.
- En la cuarta ronda, los seis ganadores de la tercera ronda se asignaron a tres series según los números de emparejamientos de la tercera ronda.

## Participantes
| Primera Ronda (29 equipos)                                                       | Primera Ronda (29 equipos)                           | Primera Ronda (29 equipos) | Primera Ronda (29 equipos)                                       | Primera Ronda (29 equipos)                                              | Primera Ronda (29 equipos)        |
| Bombo A (8 de CECAFA)                                                            | Bombo B (5 de COSAFA)                                | Bombo C (2 de UNAF)        | Bombo D (4 de UNIFFAC)                                           | Bombo E (6 de WAFU A)                                                   | Bombo F (4 de WAFU B)             |
| -------------------------------------------------------------------------------- | ---------------------------------------------------- | -------------------------- | ---------------------------------------------------------------- | ----------------------------------------------------------------------- | --------------------------------- |
| - Etiopía - Uganda - Sudán del Sur - Eritrea - Kenia - Yibuti - Burundi - Ruanda | - Zambia - Tanzania - Namibia - Botsuana - Sudáfrica | - Egipto - Marruecos       | - Guinea Ecuatorial - RD Congo - Santo Tomé y Príncipe - Camerún | - Sierra Leona - Senegal - Mauritania - Guinea - Guinea-Bisáu - Liberia | - Nigeria - Benín - Níger - Ghana |

Notas
- Los equipos en negrita se clasificaron para la Copa del Mundo.
- (W): Retirado tras el sorteo

No participaron
| - Argelia - Angola - Burkina Faso - Cabo Verde - República Centroafricana | - Chad - Comoras - Congo - Zimbabue - Suazilandia | - Gabón - Gambia - Costa de Marfil - Lesoto - Libia | - Madagascar - Malaui - Malí - Mauricio - Mozambique | - Seychelles - Somalia - Sudán - Togo - Túnez |

## Formato
Las eliminatorias de clasificación se juegan a partidos de ida y vuelta. Si el resultado global está empatado después del partido de vuelta, se aplica la regla del gol de visitante y, si sigue empatado, se utiliza la tanda de penaltis (sin tiempo extra) para determinar el ganador.

## Calendario
El calendario de las rondas de clasificación es el siguiente.
| Ronda         | Etapa  | Fecha                           |
| ------------- | ------ | ------------------------------- |
| Primera Ronda | Ida    | 13–15 de enero de 2022          |
| Primera Ronda | Vuelta | 27–29 de enero de 2022          |
| Segund Ronda  | Ida    | 3–5 de marzo de 2022            |
| Segund Ronda  | Vuelta | 17–19 de marzo de 2022          |
| Tercera Ronda | Ida    | 15–17 de abril de 2022          |
| Tercera Ronda | Vuelta | 29 de abril – 1 de mayo de 2022 |
| Cuarta Ronda  | Ida    | 20–22 de mayo de 2022           |
| Cuarta Ronda  | Vuelta | 4–5 de junio de 2022            |

## Primera Ronda
| Equipo 1          | Agr. | Equipo 2      | Ida | Vuelta |
| ----------------- | ---- | ------------- | --- | ------ |
| Eritrea           | w/o  | Sudán del Sur | –   | –      |
| Guinea Ecuatorial | w/o  | Kenia         | –   | –      |
| RD Congo          | w/o  | Ruanda        | –   | –      |
| Senegal           | w/o  | Sierra Leona  | –   | –      |
| Benín             | w/o  | Mauritania    | –   | –      |

### Eritrea vs Sudán del Sur
| 12 de enero de 2022 | Eritrea | Cancelado | Sudán del Sur |  |  |
|                     |         | Reporte   |               |  |  |

| 26 de enero de 2022 | Sudán del Sur | Cancelado | Eritrea |  |  |
|                     |               | Reporte   |         |  |  |

### Guinea Ecuatorial vs Kenia
| 14 de enero de 2022 | Guinea Ecuatorial | Cancelado | Kenia |  |  |
|                     |                   | Reporte   |       |  |  |

| 29 de enero de 2022 | Kenia | Cancelado | Guinea Ecuatorial |  |  |
|                     |       | Reporte   |                   |  |  |

### RD Congo vs Ruanda
| 13 de enero de 2022 | República Democrática del Congo | Cancelado | Ruanda |  |  |
|                     |                                 | Reporte   |        |  |  |

| 27 de enero de 2022 | Ruanda | Cancelado | República Democrática del Congo |  |  |
|                     |        | Reporte   |                                 |  |  |

### Senegal vs Sierra Leona
| 13 de enero de 2022 | Senegal | Cancelado | Sierra Leona |  |  |
|                     |         | Reporte   |              |  |  |

| 27 de enero de 2022 | Sierra Leona | Cancelado | Senegal |  |  |
|                     |              | Reporte   |         |  |  |

### Benín vs Mauritania
| 12 de enero de 2022 | Benín | Cancelado | Mauritania |  |  |
|                     |       | Reporte   |            |  |  |

| 26 de enero de 2022 | Mauritania | Cancelado | Benín |  |  |
|                     |            | Reporte   |       |  |  |

## Segunda Ronda
| Equipo 1 | Agr.     | Equipo 2              | Ida | Vuelta |
| -------- | -------- | --------------------- | --- | ------ |
| Eritrea  | w/o      | Camerún               | –   | –      |
| Zambia   | w/o      | Namibia               | –   | –      |
| Yibuti   | w/o      | Burundi               | –   | –      |
| Tanzania | 11–0     | Botsuana              | 7–0 | 4–0    |
| Kenia    | w/o      | Sudáfrica             | –   | –      |
| Uganda   | 3–3 (v.) | Etiopía               | 2–2 | 1–1    |
| Egipto   | w/o      | Guinea-Bisáu          | –   | –      |
| RD Congo | 0–8      | Nigeria               | 0–3 | 0–5    |
| Liberia  | 3–9      | Guinea                | 2–2 | 1–7    |
| Senegal  | 0–4      | Ghana                 | 0–1 | 0–3    |
| Níger    | w/o      | Santo Tomé y Príncipe | –   | –      |
| Benín    | 1–3      | Marruecos             | 1–1 | 0–2    |

### Eritrea vs Camerún
| 3 de marzo de 2022 | Eritrea | Cancelado | Camerún |  |  |
|                    |         | Reporte   |         |  |  |

| 19 de marzo de 2022 | Camerún | Cancelado | Eritrea |  |  |
|                     |         | Reporte   |         |  |  |

### Zambia vs Namibia
| 2 de marzo de 2022 | Zambia | Cancelado | Namibia |  |  |
|                    |        | Reporte   |         |  |  |

| 16 de marzo de 2022 | Namibia | Cancelado | Zambia |  |  |
|                     |         | Reporte   |        |  |  |

### Yibuti vs Burundi
| 3 de marzo de 2022 | Yibuti | Cancelado | Burundi |  |  |
|                    |        | Reporte   |         |  |  |

| 17 de marzo de 2022 | Burundi | Cancelado | Yibuti |  |  |
|                     |         | Reporte   |        |  |  |

### Tanzania vs Botsuana
| 6 de marzo de 2022 | Tanzania                                               | 7:0 (4:0)           | Botsuana | Estadio Amaan, Zanzíbar, Tanzania |                          |
| 16:00 (UTC+3)      | - Paul 3', 33' - Luvanga 40', 82' - Juma 44', 55', 69' | CAF Reporte Reporte |          | Árbitra: Elizabeth Louis          | Árbitra: Elizabeth Louis |

| 20 de marzo de 2022 | Botsuana | 0:4 (0:1)           | Tanzania                           | Francistown Stadium, Francistown, Botsuana |                           |
| 16:00 (UTC+2)       |          | CAF Reporte Reporte | - 32' Paul - 64', 68', 83' Luvanga | Árbitra: Nonjabulo Ndlela                  | Árbitra: Nonjabulo Ndlela |

### Kenia vs Sudáfrica
| 3 de marzo de 2022 | Kenia | Cancelado | Sudáfrica |  |  |
|                    |       | Reporte   |           |  |  |

| 17 de marzo de 2022 | Sudáfrica | Cancelado | Kenia |  |  |
|                     |           | Reporte   |       |  |  |

### Uganda vs Etiopía
| 4 de marzo de 2022 | Uganda             | 2:2 (0:0)           | Etiopía                    | St. Mary's Stadium-Kitende, Entebbe, Uganda |                        |
| 16:00 (UTC+3)      | - Nandago 68', 72' | CAF Reporte Reporte | - 77' Daniel - 90+1' Ahmed | Árbitra: Majda Hajjana                      | Árbitra: Majda Hajjana |

| 20 de marzo de 2022 | Etiopía       | 1:1 (0:1)           | Uganda             | Estadio Abebe Bikila, Adís Abeba, Etiopía |                        |
| 16:00 (UTC+3)       | - Wondemu 88' | CAF Reporte Reporte | - 34' Nyinagahirwa | Árbitra: Aline Umutoni                    | Árbitra: Aline Umutoni |

### Egipto vs Guinea-Bisáu
| 3 de marzo de 2022 | Egipto | Cancelado | Guinea-Bisáu |  |  |
|                    |        | Reporte   |              |  |  |

| 17 de marzo de 2022 | Guinea-Bisáu | Cancelado | Egipto |  |  |
|                     |              | Reporte   |        |  |  |

### RD Congo vs Nigeria
| 6 de marzo de 2022 | RD Congo | 0:3 (0:1)           | Nigeria                                     | Estadio de los Mártires, Kinsasa, República Democrática del Congo |                       |
| 15:30 (UTC+1)      |          | CAF Reporte Reporte | - 36' Emmanuel - 66' Adeshina - 76' Ajakaye | Árbitra: Lamngar Lare                                             | Árbitra: Lamngar Lare |

| 19 de marzo de 2022 | Nigeria                                                    | 5:0 (3:0)           | RD Congo | Samuel Ogbemudia Stadium, Ciudad de Benín, Nigeria |                         |
| 16:00 (UTC+1)       | - Ajakaye 5', 14' - Adeshina 23' - Atume 62' - Afolabi 88' | CAF Reporte Reporte |          | Árbitra: Laurande Offin                            | Árbitra: Laurande Offin |

### Liberia vs Guinea
| 6 de marzo de 2022 | Liberia                    | 2:2 (1:1)           | Guinea                               | Estadio Antoinette Tubman, Monrovia, Liberia |                            |
| 16:00 (UTC±0)      | - Fatomah 25' - Kromah 51' | CAF Reporte Reporte | - 16' F. Sidibé - 48' (pen.) Samoura | Árbitra: Aïssata Boudy Lam                   | Árbitra: Aïssata Boudy Lam |

| 20 de marzo de 2022 | Guinea                                                                                     | 7:1 (3:1)           | Liberia       | Estadio Général Lansana Conté, Conakri, Guinea |               |
| 16:00 (UTC±0)       | - Diop 4' - Samoura 6', 43' - S. Sidibé 48' - F. Sidibé 54' - Fancinadouno 62' - Cámara ?' | CAF Reporte Reporte | - 33' Quachie | Árbitra: [[]]                                  | Árbitra: [[]] |

### Senegal vs Ghana
| 5 de marzo de 2022 | Senegal | 0:1 (0:0) | Ghana       | Stade Lat-Dior, Thiès, Senegal |                          |
| 16:30 (UTC±0))     |         | Reporte   | - 87' Owusu | Árbitra: Sylvina Garnett       | Árbitra: Sylvina Garnett |

| 20 de marzo de 2022 | Ghana                                | 3:0 (0:0)           | Senegal | Estadio Ohene Djan, Acra, Ghana |                       |
| 15:00 (UTC±0))      | - Aoyem 49' - Owusu 58' - Karina 73' | CAF Reporte Reporte |         | Árbitra: Naffisa Sani           | Árbitra: Naffisa Sani |

### Níger vs Santo Tomé y Príncipe
| 3 de marzo de 2022 | Níger | Cancelado | Santo Tomé y Príncipe |  |  |
|                    |       | Reporte   |                       |  |  |

| 17 de marzo de 2022 | Santo Tomé y Príncipe | Cancelado | Níger |  |  |
|                     |                       | Reporte   |       |  |  |

### Benín vs Marruecos
| 6 de marzo de 2022 | Benín         | 1:1 (1:1)           | Marruecos    | Estadio Charles de Gaulle, Porto Novo, Benín |                        |
| 17:00 (UTC+1)      | - Djibril 23' | CAF Reporte Reporte | - 12' Zouhir | Árbitra: Edoh Kindedji                       | Árbitra: Edoh Kindedji |

| 19 de marzo de 2022 | Marruecos                      | 2:0 (2:0)           | Benín | Stade Moulay Hassan, Rabat, Marruecos |                               |
| 17:00 (UTC+1)       | - El Hamzaoui 15' - Zouhir 25' | CAF Reporte Reporte |       | Árbitra: Shahenda El-Maghrabi         | Árbitra: Shahenda El-Maghrabi |

## Tercera Ronda
| Equipo 1  | Agr. | Equipo 2  | Ida  | Vuelta |
| --------- | ---- | --------- | ---- | ------ |
| Zambia    | 0–5  | Camerún   | 0–2  | 0–3    |
| Burundi   | 2–5  | Tanzania  | 0–4  | 2–1    |
| Sudáfrica | 1–3  | Etiopía   | 0–3  | 1–0    |
| Nigeria   | 6–0  | Egipto    | 4–0  | 2–0    |
| Guinea    | 1–10 | Ghana     | 1–3  | 0–7    |
| Níger     | 0–18 | Marruecos | 0–11 | 0–7    |

### Zambia vs Camerún
| 15 de abril de 2022 | Zambia | 0:2 (0:0)           | Camerún                 | Nkoloma Stadium, Lusaka, Zambia |               |
| 15:00 (UTC+2)       |        | CAF Reporte Reporte | - 48' Lamine - 68' Daha | Árbitra: [[]]                   | Árbitra: [[]] |

| 30 de abril de 2022 | Camerún                      | 3:0 (2:0)           | Zambia | Estadio Ahmadou Ahidjo, Yaundé, Camerún |                       |
| 15:30 (UTC+1)       | - Daha 23', 88' - Lamine 33' | CAF Reporte Reporte |        | Árbitra: Richy Nganda                   | Árbitra: Richy Nganda |

### Burundi vs Tanzania
| 16 de abril de 2022 | Burundi | 0:4 (0:1)           | Tanzania                                   | Stade Urukundo, Ngozi, Burundi |               |
| 15:00 (UTC+2)       |         | CAF Reporte Reporte | - 32', 74' Luvanga - 52' Paul - 88' Mpanja | Árbitra: [[]]                  | Árbitra: [[]] |

| 1 de mayo de 2022 | Tanzania      | 1:2 (1:1)           | Burundi                     | Estadio Amaan, Zanzíbar, Tanzania |                        |
| 20:30 (UTC+3)     | - Gabriel 15' | CAF Reporte Reporte | - 22' Gakima - 86' Bizimana | Árbitra: Aline Umutoni            | Árbitra: Aline Umutoni |

### Sudáfrica vs Etiopía
| 15 de abril de 2022 | Sudáfrica | 0:3 (0:1)           | Etiopía                                  | Bidvest Stadium, Johannesburgo, Sudáfrica |                               |
| 15:00 (UTC+2)       |           | CAF Reporte Reporte | - 15' Wondemu - 58' Daniel - 90+2' Kassa | Árbitra: Antsino Twanyanyukwa             | Árbitra: Antsino Twanyanyukwa |

| 1 de mayo de 2022 | Etiopía | 0:1 (0:1)           | Sudáfrica  | Estadio Abebe Bikila, Adís Abeba, Etiopía |               |
| 16:00 (UTC+3)     |         | CAF Reporte Reporte | - 34' Mibe | Árbitra: [[]]                             | Árbitra: [[]] |

### Nigeria vs Egipto
| 17 de abril de 2022 | Nigeria                                    | 4:0 (2:0)           | Egipto | MKO Abiola Stadium, Abeokuta, Nigeria |                        |
| 16:00 (UTC+1)       | - Ajakaye 28' - Bello 38', 62' - Usani 54' | CAF Reporte Reporte |        | Árbitra: Natacha Konan                | Árbitra: Natacha Konan |

| 30 de abril de 2022 | Egipto | 0:2 (0:2)           | Nigeria                  | Estadio Petro Sport, El Cairo, Egipto |                        |
| 22:00 (UTC+2)       |        | CAF Reporte Reporte | - 5' Ajakaye - 14' Bello | Árbitra: Isatou Touray                | Árbitra: Isatou Touray |

### Guinea vs Ghana
| 6 de abril de 2022 | Guinea       | 1:3 (1:2)           | Ghana                                   | Estadio Général Lansana Conté, Conakri, Guinea |               |
| 16:00 (UTC±0)      | - Camara 38' | CAF Reporte Reporte | - 13' Aoyem - 31' Shahadu - 59' Maltiti | Árbitra: [[]]                                  | Árbitra: [[]] |

| 30 de abril de 2022 | Ghana                                                                       | 7:0 (3:0)           | Guinea | Cape Coast Sports Stadium, Cape Coast, Ghana |                      |
| 15:00 (UTC±0)       | - Amoh 12', 29' - Aoyem 18' - Kubura 49' - Amponsah 53' - Agyemang 70', 81' | CAF Reporte Reporte |        | Árbitra: Lamia Atman                         | Árbitra: Lamia Atman |

### Níger vs Marruecos
| 16 de abril de 2022 | Níger | 0:11 (0:4)          | Marruecos                                                                                          | Estadio General Seyni Kountché, Niamey, Níger |                         |
| 17:00 (UTC+1)       |       | CAF Reporte Reporte | - 9', 54', 66', 78' Cherif - 20', 30' El Madani - 45', 60', 74' Zouhir - 88' Khelifi - 90+2' Sioui | Árbitra: Hannah Elaigwu                       | Árbitra: Hannah Elaigwu |

| 29 de abril de 2022 | Marruecos                                                                                    | 7:0 (4:0) | Níger | Stade Moulay Hassan, Rabat, Marruecos |                       |
| 21:30 (UTC±0)       | - Karimi 7' - Azizi 17' - El Madani 24' - Laksiri 45+1', 81' - Khelifi 70' - El Hannachi 87' | Reporte   |       | Árbitra: Joyce Appiah                 | Árbitra: Joyce Appiah |

## Cuarta Ronda
| Equipo 1 | Agr.         | Equipo 2  | Ida | Vuelta |
| -------- | ------------ | --------- | --- | ------ |
| Camerún  | 1-5          | Tanzania  | 1–4 | 0–1    |
| Etiopía  | 0–1          | Nigeria   | 0–1 | 0–0    |
| Ghana    | 2–2 (2:4 p.) | Marruecos | 2–0 | 0–2    |

### Camerún vs Tanzania
| 22 de mayo de 2022 | Camerún      | 1:4 (1:2)           | Tanzania                            | Estadio Ahmadou Ahidjo, Yaundé, Camerún |                      |
| 15:30 (UTC+1)      | - Ngaseh 21' | CAF Reporte Reporte | - 4' Mnally - 27', 64', 72' Luvanga | Árbitra: Lamia Atman                    | Árbitra: Lamia Atman |

| 5 de junio de 2022 | Tanzania   | 1:0 (0:0) (Global 5:1) | Camerún | Estadio Amaan, Zanzíbar, Tanzania |               |
| 13:00 (UTC+1)      | - Paul 50' | CAF Reporte Reporte    |         | Árbitra: [[]]                     | Árbitra: [[]] |

### Etiopía vs Nigeria
| 20 de mayo de 2022 | Etiopía | 0:1 (0:1)           | Nigeria       | Estadio Abebe Bikila, Adís Abeba, Etiopía |                               |
| 16:00 (UTC+3)      |         | CAF Reporte Reporte | - 36' Ajakaye | Árbitra: Antsino Twanyanyukwa             | Árbitra: Antsino Twanyanyukwa |

| 4 de junio de 2022 | Nigeria | 0:0 (Global 1:0)    | Etiopía | MKO Abiola Stadium, Abeokuta, Nigeria |                           |
| 16:00 (UTC+1)      |         | CAF Reporte Reporte |         | Árbitra: Mame Coumba Faye             | Árbitra: Mame Coumba Faye |

### Ghana vs Marruecos
| 20 de mayo de 2022 | Ghana                     | 2:0 (1:0)           | Marruecos | Estadio Ohene Djan, Acra, Ghana |                          |
| 15:00 (UTC±0)      | - Nyamekye 18' - Amoh 65' | CAF Reporte Reporte |           | Árbitra: Suavis Iratunga        | Árbitra: Suavis Iratunga |

| 4 de junio de 2022 | Marruecos                                                                                  | 2:0 (1:0) (4:2 p.)(Global 2:2) | Ghana                                                                 | Stade Moulay Hassan, Rabat, Marruecos |                            |
| 19:00 (UTC+1)      | - El Ghazouani 15' - Masnaoui 47'                                                          | CAF Reporte Reporte            |                                                                       | Árbitra: Aïssata Boudy Lam            | Árbitra: Aïssata Boudy Lam |
|                    |                                                                                            | Tiros desde el punto penal     |                                                                       |                                       |                            |
|                    | Acierto de penal · Acierto de penal · Fallo de penal · Acierto de penal · Acierto de penal |                                | Acierto de penal · Fallo de penal · Acierto de penal · Fallo de penal |                                       |                            |

## Clasificadas aIndia 2022
Los siguientes tres equipos de la CAF se clasificaron para la Copa Mundial Femenina de Fútbol Sub-17 de 2022.
| Bandera de Nigeria | Bandera de Marruecos | Bandera de Tanzania |
| Nigeria            | Marruecos            | Tanzania            |
| ------------------ | -------------------- | ------------------- |